# Organisation travailliste nationale
Le Parti travailliste national (anglais : National Labour Organisation) était un parti politique britannique formé après la création en 1931 du Gouvernement national pour coordonner les efforts des partisans du gouvernement venant du Parti travailliste. Son principal dirigeant fut Ramsay MacDonald.